# Venkatraman Ganesan
Venkatraman Ganesan (geb. 21. Mai 1985 in Madras) ist ein deutscher Cricketspieler und war von 2019 bis 2022 Kapitän der deutschen Nationalmannschaft.

## Karriere
In der Jugend spielte er für das Cricket-Team Tamil Nadus auf Altersgruppenebene und in der ersten Liga der Tamil Nadu Cricket Association.
Seine erste Nominierung für die deutsche Nationalmannschaft erhielt er zum Turnier der ICC World Cricket League Division Five 2017 in Südafrika. Dabei spielte Ganesan bei den letzten beiden Spielen des Turniers eine wichtige Rolle für das deutsche Team und wurde jeweils zum Mann des Spiels gewählt. 
Seinen nächsten Einsatz erhielt er im Rahmen des europäischen Qualifikationsturniers für den ICC World Twenty20 Qualifier 2020 im Jahr 2018 in den Niederlanden. Gegen Belgien gab er am 11. Mai 2019 beim ersten Twenty20 International der deutschen Mannschaft sein T20I-Debüt. Bei dieser Tour war er Kapitän der deutschen Mannschaft.
National spielt er für die Düsseldorf Blackcaps.